# Aeropuerto de Yeosu
El Aeropuerto de Yeosu (en hangul, 여수공항; en hanja, 麗水空港) es un aeropuerto ubicado en Yeosu, Corea del Sur (IATA: RSU; ICAO: RKJY). En 2011, 618 970 pasajeros usaron el aeropuerto.

## Aerolíneas y destinos
| Aerolíneas      | Destinos         |
| --------------- | ---------------- |
| Asiana Airlines | Seúl-Gimpo       |
| Korean Air      | Jeju, Seúl-Gimpo |

## Transporte terrestre

### Autobús de la ciudad
- No. 31, 32, 33, 34, 35, 96